# Chrysler Argentina
Mit der Chrysler Argentina S.R.L. kehrte Chrysler nach einer fünfzehnjährigen Abwesenheit, im Jahre 1996, zurück auf den argentinischen Markt. Für die Rückkehr investierte Chrysler ein Kapital in der Höhe von 170 Millionen US-Dollar. Der Unternehmenssitz befindet sich in Puerto Madero, einem Stadtteil von Buenos Aires.
Im neu eingerichteten Werk bei Ferreyra (Córdoba) wurde der Jeep Cherokee Premium zusammen mit dem baugleichen, aber besser ausgestatteten Jeep Grand Cherokee montiert. Der Hersteller verwendet neben dem Welt-Herstellercode 1J8 den Werkscode Y. Die verwendeten Fahrzeugteile stammten aus der Produktion des Werkes Kenosha 2. Nach der Fusion zwischen der Daimler AG (heute Mercedes-Benz Group) mit der Chrysler Corporation entstand gegen Ende des Jahres 1997 die DaimlerChrysler Argentina S.A. als Nachfolgeunternehmen. 2001 wurde schließlich die neue Generation des Cherokee aufgelegt. Nachdem die Montage des Jeep Wrangler TJ in den Vereinigten Staaten eingestellt worden war, übernahm das Werk die Montagelinie und baute das Modell unverändert weiter.
Als Chrysler und Daimler wieder getrennte Wege gingen, erfolgte im Januar 2008 die Umbenennung zum alten Unternehmensnamen. Das Montagewerk musste aus finanziellen Gründen geschlossen werden. Die Montagelinien wurden nach Brasilien verlagert.
An die vorangehende Erfolgsgeschichte der von Volkswagen aufgekauften Chrysler Fevre Argentina S.A.I.C., wollte Chrysler insbesondere mit dem Chrysler Neon und dem Chrysler Caravan anknüpfen. Darüber hinaus bot man mit dem Chrysler Stratus wie auch dem Chrysler Vision, Modelle für die besser betuchten Kunden an.
Dodge präsentierte sich seinerseits mit dem Dodge Dakota. Im Folgejahr erschien bereits die neue Generation des Dakota. Als 1997 die Produktion des Vision eingestellt worden war, wurde dieser vom Chrysler 300M abgelöst. Ab 2001 sollten der Chrysler Sebring und der neue Chrysler PT Cruiser für hohe Absatzzahlen sorgen. Wegen einer hohen Anzahl von Anfragen wurde nun auch die Marke Jeep mit ihrem Jeep Wrangler auf dem argentinischen Markt aktiv.
Ein weiterer Dauerbrenner sollte ab 2004 der von Magna Steyr montierte Chrysler 300C werden. Daneben belegten der Chrysler Pacifica wie der in Deutschland bei Karmann produzierte Chrysler Crossfire lediglich Nischenplätze. Letzterer war nicht permanent im Modellprogramm, sondern hatte einige zeitliche Aussetzer zu verkraften, weswegen er zusammen mit dem Pacifica auf dem argentinischen Markt als Exoten angesehen wird. 2006 war er sogar gar nicht angeboten worden. Dafür versuchte sich Dodge mit dem in Venezuela montierten Dodge Nitro neue Käuferschichten zu erschließen. Doch anders als erwartet stellte sich das neue Modell als ein Flop heraus, weswegen fast alle Einheiten in andere lateinamerikanische Länder oder gar in die USA exportiert worden waren. Seit 2008 gibt ist dafür der Dodge Journey erhältlich. Ebenfalls im Jahre 2006 ist der Dakota vom Dodge Ram abgelöst worden.
Als Nachfolger des Caravan gilt seit 2008 der Chrysler Town & Country. Des Weiteren hatte der Jeep Compass seine Markteinführung, gefolgt vom Jeep Patriot im Jahr 2010.

## Modellübersicht
1: Modell aus lokaler Montage (bis Januar 2008)

2: Modell aus lokaler Montage (2005 bis 2008)

3: Importmodell aus Venezuela (Chrysler de Venezuela)

4: Importmodell aus den Vereinigten Staaten

5: Importmodell aus Österreich (Eurostar Automobilwerk und Magna Steyr)

6: Importmodell aus Mexiko (Chrysler de México)

7: Importmodell aus Deutschland (Karmann)

8: Importmodell aus Kanada (Chrysler Canada)

9: Importmodell aus Brasilien (Chrysler Group do Brasil Comércio de Veículos)